# Rencine
Rencine (pronuncia Rèncine) è una frazione del comune italiano di Castellina in Chianti, nella provincia di Siena, in Toscana.

## Storia
Oggi del castello di Rencine restano pochi avanzi che non fanno capire l'importanza che questo borgo ha avuto per la Repubblica di Firenze che lo usava come antemurale contro il caposaldo senese di Monteriggioni. Tale importanza era stata riconosciuta anche dal Re di Francia Filippo Augusto passando di qui di ritorno dalla Crociata del 1191 definì Rencine come la Marche Castellum.
La zona di Rencine risulta abitata anche in epoca etrusca come hanno dimostrato i numerosi ritrovamenti archeologici della zona e i toponimi di origine etrusca dei dintorni. Il nome Rencine è citato per la prima volta in documenti risalenti alla seconda metà dell'XI secolo. In un documento conservato presso il Monastero di Sant'Eugenio a Siena datato 1054 è ricordato che a quel tempo tali Tegrimo e Purpurella, sua moglie, intus castello de Rincina, territurio Florentino et Fesolano. Sul Castello di Rencine avevano diritti feudali i conti Alberti ma anche i Signori di Staggia Senese, i monaci di Badia a Isola e per un breve periodo anche i conti Guidi.
Già verso la fine del XII secolo il possesso del castello passò ai fiorentini, tale possesso viene riconosciuto con gli atti datati 11 dicembre 1176 e 4 giugno 1203. Ma tale possesso non era riconosciuto da Conte Guido di Modigliana che il 25 maggio 1191 si vide riconoscere i suoi titoli su Rencine dall'imperatore Arrigo VI, diritto riconfermato il 29 novembre 1220 da Federico II ai figli del Conte Guido Guerra.
Nel XIV secolo era amministrativamente parte della Lega del Chianti.
Posto com'era sul caldissimo confine tra Firenze e Siena Rencine si trovò sempre a essere la prima linea di ogni conflitto tra le due acerrime rivali. Nel 1397 venne assediato ma invano dalle truppe di Alberico da Barbiano. Nel 1430 la Repubblica di Firenze decise di rinforzare le sue difese e per fare ciò vennero inviati gli operai dell'Opera del Duomo per la realizzazione materiale dell'opera mentre per il sopralluogo e forse per redigere un progetto fu inviato Filippo Brunelleschi. Nel 1452, dopo il tradimento di un comandante fiorentino, venne occupato dalle truppe aragonesi e stessa sorte gli toccò durante la seconda invasione aragonese del Chianti nel 1478, quando divenne il quartier generale del Re di Napoli Ferdinando I che qui si stanziò per diversi mesi.
Del castello oggi rimane solo un piccolo tratto delle mura, ormai ridotte allo stato di rudere. In una casa colonica è rimasto il basamento di una torre e i resti di una finestra ad arco acuto, forse si tratta della Turris Rincinis citata in una deliberazione del XV secolo.
Attualmente il piccolo borgo di Rencine vede del turismo attratto dalla bellezza di quest'angolo delle Colline del Chianti.

## Monumenti e luoghi d'interesse

### Canonica di San Michele
La canonica di San Michele era un'antica dipendenza della pieve di San Leonino in Conio.
L'edificio oggi si presenta assai frammentato ma le strutture romaniche sono di grande interesse. La chiesa è a navata unica priva di abside e dell'edificio originario conserva il muro perimetrale sinistro e la parte della facciata ad esso collegata. La facciata è l'elemento di maggior pregio dell'insieme. Unico esempio nell'area chiantigiana presenta un motivo decorativo composto da una serie di arcatelle cieche sostenute ad intervalli regolari da semicolonne e da mensole. Le colonne presentano capitelli ungulati molto simili, anche se più piccoli, della vicina Badia a Isola. Questa decorazione occupa metà della facciata quando bruscamente si interrompe tanto che nella parte destra, ricostruita dopo un crollo, il paramento è regolare ma privo di ogni decorazione.
Nei pressi della chiesa fino a pochi anni or sono si poteva vedere un fonte battesimale monolitico.